# Kabushiki kaisha
Kabushiki kaisha (forkortet K.K. eller KK), eller kabushiki gaisha (japansk: 株式会社), er en japansk selskabsform som nogenlunde svarer til et aktieselskab. Selskabsformen er reguleret i den japanske lovgivning.

## Anvendelse
Både kabushiki kaisha og rendaku-varianten kabushiki gaisha anvendes. K-formen er mest almindelig i firmanavne og i engelsksprogede legale tekster, mens G-formen er den mest almindelige i japansk sprogbrug.
På japansk kan kabushiki gaisha både anvendes som præfiks (eksempel: (japansk: 株式会社電通) Kabushiki gaisha Dentsū, en placering som kaldes "mae-kabu") eller som suffiks (eksempel: (japansk: トヨタ自動車株式会社) Toyota Jidōsha Kabushiki gaisha, kaldet "ato-kabu"). På skrift forkortes selskabsbetegnelsen ofte til (japansk: (株)), det vil sige det første skrifttegn ("kabu").
Mange japanske selskaber oversætter sætningen "Kabushiki Kaisha" (KK) som "Co., Ltd.", mens andre benytter den mere amerikaniserede oversættelse Corporation eller Incorporated. I engelsksprogede tekster omtales disse selskaber normalt som "joint stock companies" (aktieselskab), også selv om de ikke er direkte modsvarigheder til hinanden. Den japanske regering anbefalede tidligere "business corporation" (omtrent "selskabsbevægelse") som officiel oversættelse. men i dag benyttes den ordrette oversættelse "stock company" "aktieselskab".

## Historie
Det første kabushiki gaisha var det i 1873 grundlagte Dai-Ichi Kangyo. Reglerne om kabushiki gaisha blev skrevet ind i den japanske erhvervslov i 1899.
Under den amerikanske besættelse af Japan efter 2. verdenskrig introducerede USA's besættelsesmyndigheder ændringer i erhvervslovgivningen. Ændringerne var baseret på Illinois Business Corporation Act fra 1933, hvilket efterfølgende gav kabushiki gaisha en større lighed med amerikanske selskaber. Siden da har japansk og amerikansk selskabslovgivning igen gjaldt hver for sig. I dag gælder eksempelvis at et selskab ikke kan tilbagekøbe deres én gang frasolgte aktier og at man ikke kan sætte en tærskelpris på mindre end 50.000 yen pr. aktie (siden 1982). I årene 1991 til 2005 gjaldt at man ikke kunne drive selskabet med et egenkapital på mindre end 10 millioner yen.
Den 29. juni 2005 stemte Japans parlament for en ny selskabslovgivning, som trådte i kraft den 1. maj 2006. Den nye lov indebar store forandringer for hvordan et selskab (k.k. og andre selskabsformer) oprettes og drives, og igen kom japansk selskabslovgivning nærmere sin amerikanske modsvarighed.

## Bemærkninger
1. ↑  Kabushiki kaisha forkortes både med majuskler og minuskler: KK ⇄ kk.